# 겐조 천황
겐조 천황(일본어: 顕宗天皇 겐조 텐노[*], 450년 ~ 487년 6월 2일)은 일본의 제23대 천황(재위 : 485년 2월 1일 ~ 487년 6월 2일)이다. 오케 천황(弘計天皇), 구메노와쿠고(来目稚子)라고도 한다. 《고사기》에는 오케노이와스와케노미코토(袁祁王, 袁祁之石巣別命), 《하리마 국풍토기(播磨国風土記)》에는 오케 천황(袁奚天皇)으로 기록되어 있다. 이치노헤노시하 황자(市辺押磐皇子)의 셋째 아들이다. 어머니는 가쓰라기노 아리노오미(葛城蟻臣)의 딸, 하에히메(荑媛)이다. 이토요 여왕은 친누나이고 닌켄 천황(仁賢天皇, 일본의 24대 천황, 재위 : 488년 ~ 498년)은 친형에 해당한다. 황후는 나니와오노 왕(難波小野王)이며 자녀는 없었다.

## 생애
《일본서기》에 따르면 안코 천황(安康天皇) 3년 10월 1일, 아버지인 이치노헤노시하 황자(市辺押磐皇子)가 유랴쿠 천황(雄略天皇)에게 살해당하고, 오케(弘計, 후의 겐조 천황(顕宗天皇, 일본 제23대 천황))는 형인 오케(億計, 후의 닌켄 천황(仁賢天皇, 일본 제24대 천황))와 함께 도망쳐 숨었다. 단바국(丹波国) 요사군(与謝郡, 지금의 일본 교토부 단고 반도의 동쪽)으로 갔고, 이후 하리마국(播磨国) 아카시(明石)며 미키(三木)의 시로(志染) 동굴에 숨어 살면서 형제 모두 이름을 다니와노 와라와(丹波小子)라 바꾸고 시지미노미야케노 오비토(見屯倉首)를 섬기며 오랫동안 말과 소의 사육에 종사하고 있었다.
세이네이 천황(清寧天皇) 재위 2년 11월에 니야(新室)에서 벌어진 연회 자리에서 노래로서 스스로 왕족임을 밝혔다. 아이가 없었던 세이네이 천황은 기뻐하며 칙사를 보내 이듬해 두 황자를 궁중에 맞아들이고, 4월 7일(5월 10일)에 형인 오케(億計)를 황태자로 삼았다. 오케(弘計) 자신은 황자가 되었다.
세이네이 천황(清寧天皇))이 재위 5년 2월 27일에 사망하고, 황태자였던 오케(億計)는 신분을 밝힌 큰 공로를 이유로 남동생 오케(弘計)에게 왕위를 양보하려 했고, 오케(弘計)는 이를 사양하면서 한동안 공석이 된 왕위를 이이토요노키요 황녀(飯豊青皇女)가 집정하였다. 결과적으로 형의 설득을 받아들이는 형태로 오케(弘計)가 겐조 천황(顕宗天皇, 일본 제23대 천황)으로 즉위하였다. 황태자는 오케(億計)가 계속해서 맡았는데, 천황의 형이 황태자였던 사례는 그 이후 찾아볼 수 없다.
죄없이 죽임을 당한 아버지를 조문하고, 또한 아버지를 죽인 유랴쿠에 대한 보복으로 그의 무덤을 파괴하려 했으나, 외지에서 오랜 생활을 한 탓에 민중을 아끼고 사랑하는 정치를 했다고 전한다.
재위 3년 4월 25일에 사망하였다. 《고사기(古事記)》에는 38세(다만 치세는 8년이라고도 한다), 《일대요기(一代要記)》에는 48세로 되어 있으며, 즉위 전에 시비노오미(志毘臣, 헤구리 씨(平群氏))과 사랑 싸움을 벌이다 밤에 그를 습격해 죽였다는 이야기도 《고사기》에 전하고 있다.

## 기노오이와노스쿠네의 난
《일본서기》에 따르면 겐조 천황이 사망한 해에, 한반도의 임나에서 기노오이와노스쿠네(紀生磐宿禰)가 삼한(三韓)의 왕이 되고자 가야인들과 함께 반란을 일으켰으나 백제(百濟)의 공격으로 실패하고 기노오이와노스쿠네는 왜(倭)로 돌아갔다는 기사를 전하고 있다.

## 가족 관계
- 조부 : 일본 제17대 리추 천황(履中天皇, 336?~405)
- 조모 : 구로히메(黒媛)
  - 아버지 : 이와사카오리치노헤노오시하노미코(磐坂市辺押磐皇子, ?~456)
  - 어머니 : 하에히메(荑媛)
    - 황후 : 나니와노오노노 왕(難波小野王, ?~489)
      - 일본서기에서는 황자녀 기록이 없고, 고사기에는 자녀가 없다고 나옴.

| 전 임 세이네이 천황 | 제23대 일본 천황 485년 2월 1일 ~ 487년 6월 2일 | 후 임 닌켄 천황 |